# Hemiramphus depauperatus
Hemiramphus depauperatus är en fiskart som beskrevs av Lay och Bennett, 1839. Hemiramphus depauperatus ingår i släktet Hemiramphus och familjen Hemiramphidae. Inga underarter finns listade i Catalogue of Life.